# Pematang Pudu
Pematang Pudu is een bestuurslaag in het regentschap Bengkalis van de provincie Riau, Indonesië. Pematang Pudu telt 21.951 inwoners (volkstelling 2010).